# Lijst van burgemeesters van Emmikhoven en Waardhuizen
Dit is een lijst van burgemeesters van de voormalige Nederlandse gemeente Emmikhoven en Waardhuizen tot die gemeente in 1879 opging in de gemeente Almkerk.
| Ambtsperiode | Naam burgemeester               | Partij of stroming | Bijzonderheden            |
| ------------ | ------------------------------- | ------------------ | ------------------------- |
| 1811 - 1835  | Jan den Dekker                  |                    | maire/schout/burgemeester |
| 1836 - 1879  | Amarinus Bastiaan van de Koppel |                    |                           |